# گستاون
گَستاون (به انگلیسی: Gastown) یک محله ملی تاریخی در ونکوور بزرگ، استان بریتیش کلمبیا کانادا است که در منتهی‌الیه شمال شرقی مرکز شهر ونکوور و در مجاورت مرکز شهر ایست‌ساید واقع شده و یکی از جاذبه‌های گردشگری ونکوور به شمار می‌آید.

## نگارخانه

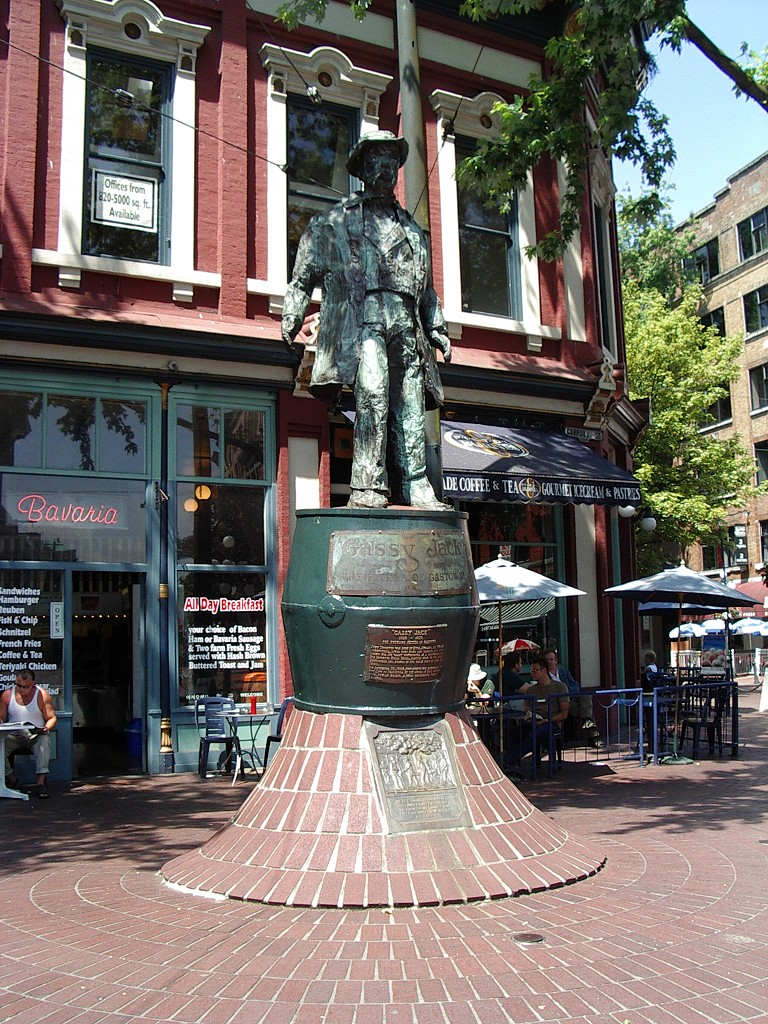
مجسمه گسی جک در گستاون.
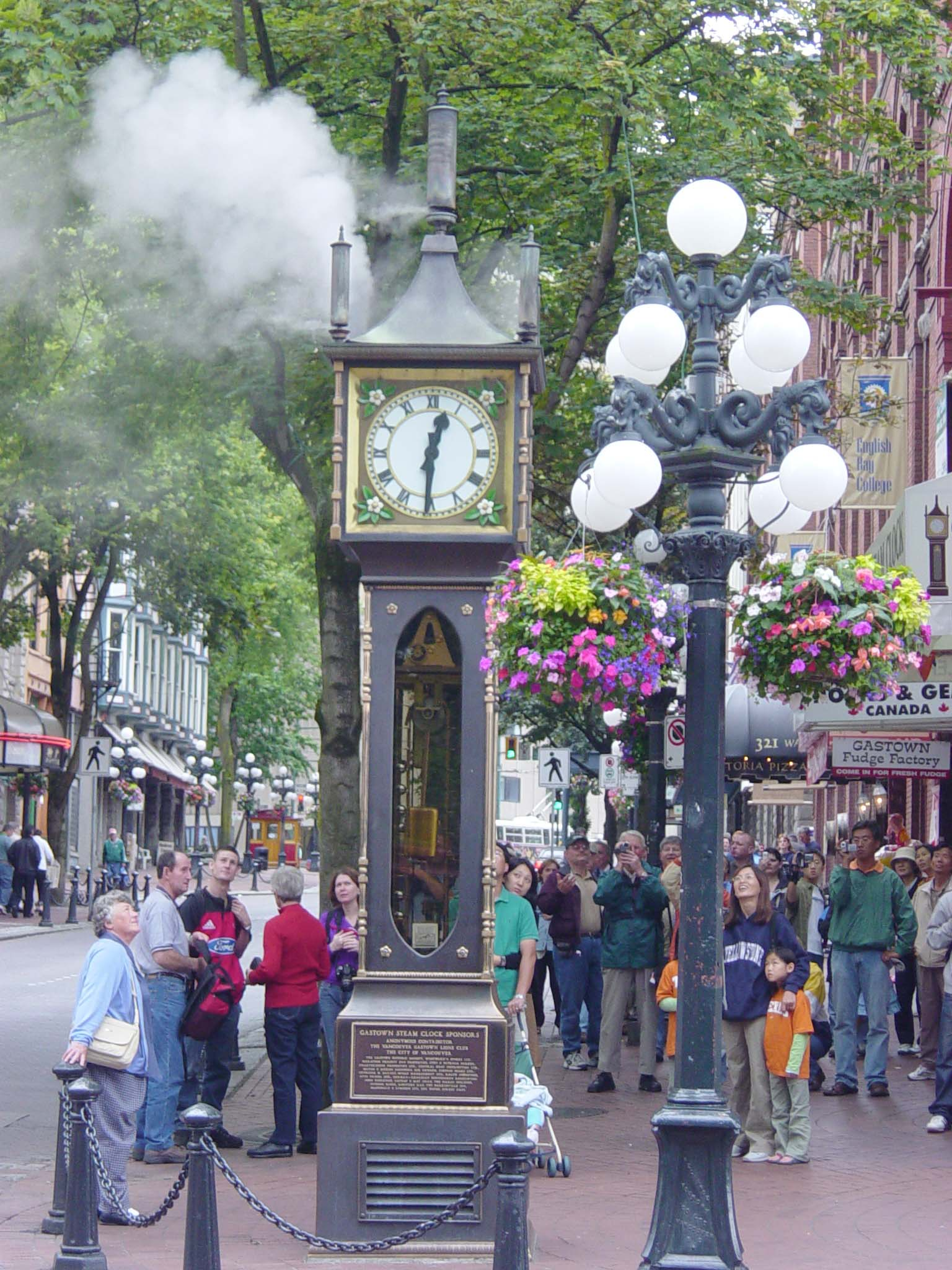
گردشگران سرگرم تماشای ساعت بخار گستاون در ونکوور